# Call of Duty: Black Ops 4
Call of Duty: Black Ops 4 (estilizado como Call of Duty: Black Ops IIII) é um jogo eletrônico de tiro em primeira pessoa desenvolvido pela Treyarch e publicado pela Activision. Foi lançado em 12 de outubro de 2018, para Microsoft Windows, Xbox One e Playstation 4. 
É uma continuação de Call of Duty: Black Ops III (2015) e é o quarto título das sub-seções de Black Ops, e a 15ª edição da série Call of Duty no geral.

## Jogabilidade
Call of Duty: Black Ops 4 é um jogo de tiro em primeira pessoa multiplayer. Ao contrário dos títulos anteriores da série Call of Duty, Black Ops 4 é o primeiro título que não inclui uma campanha tradicional para um único jogador, e contém apenas modos Multiplayer, Zombies e um novo modo battle royale chamado Blackout.

### Blackout
Black Ops 4 conta com um modo de jogo battle royale chamado Blackout, que servirá como um substituto para o modo campanha. Enquanto utiliza o tradicional estilo de combate da série Black Ops, o modo inclui o maior mapa apresentado em um título de Call of Duty. Os jogadores competem uns contra os outros através de locais que apareceram em jogos anteriores do Black Ops. Este modo também contará com veículos terrestres, marítimos e aéreos para uso dos jogadores. O modo de jogo apresenta vários personagens jogáveis de toda a série Black Ops, como Alex Mason do jogo original, Raul Menendez de Black Ops II e a equipe Primis de Zombies.

### Multijogador
O multiplayer de Black Ops 4 apresenta o retorno de especialistas, personagens únicos de soldados com habilidades e traços especiais. O jogo apresenta um total de dez especialistas, seis dos quais (Ruin, Prophet, Battery, Seraph, Nomad, Firebreak) estão retornando como personagens de Black Ops III, enquanto os outros quatro (Recon, Ajax, Torque, Crash) são novas adições. Ele também contará com remakes de cinco mapas favoritos dos fãs, Jungle, Slums, Summit, Firing Range e Nuketown. A Treyarch afirmou que os mapas estarão disponíveis para todos os jogadores no lançamento, exceto Nuketown, que seguirá "logo depois".
O multijogador também foi reformulado com várias mudanças para um jogo mais tático e de trabalho em equipe. A regeneração de saúde foi removida em favor de um sistema de cura manual (com cada jogador tendo uma barra de saúde), e as armas agora recebem padrões preditivos de recuo. A personalização de armas também foi enfatizada, com Mods de Operador exclusivos para cada arma, permitindo uma personalização mais profunda dos arsenais dos jogadores; anexos também recebem níveis, com upgrades de nível 2 proporcionando melhorias ainda maiores para as armas.
Além disso, o jogo inclui um modo Missões Solo com missões baseadas em habilidades que contêm histórias de fundo de vários especialistas no jogo. As missões são colocadas dentro do mesmo mundo narrativo das campanhas Black Ops, entre os eventos de Black Ops II e Black Ops III.

### Zombies
Zombies retorna como um modo multiplayer cooperativo para Black Ops 4. O modo de jogo apresenta uma ampla gama de personalização, permitindo estilos de jogo mais personalizados. A mecânica do jogo pode ser personalizada através de "Mutações Personalizadas", que incluem mais de 100 variáveis, como dificuldade geral, velocidade de zumbis, saúde, danos e muito mais. Eventos com limite de tempo conhecidos como "Chamados" também são prometidos para serem incluídos no jogo para engajamento de longo prazo. Similar ao modo de zumbis nazistas em Call of Duty: WWII, carregamentos personalizados são incluídos para permitir que os jogadores selecionem diferentes armas de partida, equipamentos e armas atualizáveis especiais, bem como a seleção de privilégios para estar disponível em cada partida.
Black Ops 4 também é o primeiro jogo da franquia a apresentar duas histórias distintas e separadas para Zombies. No lançamento, o jogo apresentará três mapas: "Voyage of Despair", que acontece no RMS Titanic; "IX", que acontece em uma arena na Roma Antiga; e "Blood of the Dead ", um remake suave do mapa de Black Ops II, "Mob of the Dead", ocorrendo mais uma vez na Penitenciária Federal de Alcatraz. Os dois primeiros mapas formam o novo enredo "Chaos" e estrelam um novo elenco de personagens: Scarlett, Shaw, Diego e Bruno; enquanto "Blood of the Dead" retorna ao enredo original "Aether" estabelecido nos jogos anteriores de Black Ops, e estrela os quatro personagens originais (Dempsey, Nikolai, Takeo, Richtofen; também conhecido coletivamente como Primis). Um quarto mapa, intitulado "Classified", está incluído nas edições especiais do jogo e no "Black Ops Pass" no lançamento, e é um remake do mapa "Five" de Black Ops, apresentando a encarnação original de Primis (conhecido como Ultimis) como os personagens jogáveis.

## Campanha
Call of Duty: Black Ops 4 não tem um modo single-player tradicional, confirmou a Activision após a revelação do game. As campanhas com narrativa se focarão no modo zumbi, que terá três histórias diferentes, e em missões solo focadas em cada um dos Especialistas.
Ao Polygon, o chefe da Treyarch, Mark Lamia, afirmou que as missões solo serão um elemento de narrativa dentro do universo de multiplayer do game.

## Versão Windows
Durante o evento oficial de revelação de Call of Duty: Black Ops 4, a Activision anunciou que a versão de PC do jogo utilizará a Battle.net, sistema online criado pela Blizzard.
É a primeira vez que um Call of Duty utiliza a plataforma da Blizzard.
Desde março, rumores indicavam que a franquia migraria para a Battle.net. Esta mudança indica que, assim como foi com Destiny 2, o jogo não deve ser vendido no Steam.
“Com todas as funções na Battle.net, acho que será incrível ver o que Black Ops 4 tem a oferecer”, disse Jeff Kaplan, diretor de Overwatch, no trailer acima.
Curiosamente, o vídeo revela que o shooter da Blizzard existe em parte graças ao estúdio Treyarch, que ajudou com dicas em seu desenvolvimento.
A versão de PC de Black Ops 4 também foi feita em colaboração com o estúdio Beenox, que desenvolveu a remasterização de Call of Duty 4: Modern Warfare, lançada em 2016.

## Marketing
Em 6 de fevereiro de 2018, o site Eurogamer indicou que o novo Call of Duty da Treyarch seria uma nova entrada na sub-série Black Ops. Em 5 de março, o site de notícias de Call of Duty, Charlie Intel, recebeu imagens do banco de dados interno da GameStop, que mostrava listagens de itens que deveriam comercializar do Call of Duty: Black Ops 4.
Em 7 de março de 2018, o jogador da NBA James Harden foi visto antes de jogar um jogo de basquete usando um chapéu com um logotipo laranja. As pessoas apontaram as semelhanças entre este logotipo e os anteriores para os títulos de Black Ops, que ambos continham algarismos romanos de cor laranja. Harden confirmou mais tarde que isso era de fato publicidade para Black Ops 4. Em 8 de março, o jogo foi formalmente anunciado pela Activision e um teaser trailer foi lançado para ele; um evento de revelação foi em 17 de maio de 2018.

## Lançamento
Call of Duty: Black Ops 4 foi lançado em 12 de outubro de 2018, para o Microsoft Windows ,PlayStation 4, Xbox One e talvez Nintendo Switch. Foi o primeiro título de Call of Duty a ser lançado em outubro desde Call of Duty 2, todos os outros foram todos lançados em novembro. O lançamento de Call of Duty: Black Ops foi um mês antes devido ao muito aguardado lançamento da Rockstar de Red Dead Redemption 2 em 26 de outubro.

## Recepção

### Pré-lançamento
Em 14 de junho de 2018, após a revelação do Black Ops Pass, a Activision recebeu uma reação pesada da comunidade de Call of Duty para o novo pacote de conteúdo para download, já que os pacotes de mapas não podem ser comprados separadamente do Passe. Os jogadores, assim como os críticos, compararam desfavoravelmente o modelo de lançamento à abordagem de outras empresas em relação a conteúdo gratuito, como a Electronic Arts com Battlefield V, criticando a Activision por focar na monetização de conteúdo e microtransações para download e dividindo a comunidade do jogo.

### Remoção de single player
Quando surgiram rumores de que o Black Ops 4 não teria um modo de campanha single-player, as reações da comunidade Call of Duty foram misturadas. A confirmação oficial pela Treyarch da ausência de uma campanha levou muitos fãs a expressarem o seu desapontamento. Em resposta às críticas, Dan Bunting, co-diretor de estúdio da Treyarch, afirmou em uma entrevista à Eurogamer que "estamos entregando muito mais do que os jogadores passam a maior parte do tempo fazendo em nossos jogos da série", sugerindo que menos os fãs aproveitaram o tempo para jogar o single-player do que o multiplayer. Em uma entrevista com Polygonem maio de 2018, Bunting revelou mais tarde que uma campanha tradicional para o jogo nunca foi planejada, e pareceu refutar relatos anteriores de que a Treyarch havia descartado o trabalho devido a restrições de tempo.

### Crítica Especializada
Na sua análise de 9.5/10, a Game Informer escreveu: "Call of Duty: Black Ops 4 faz um sacrifício que com certeza será desanimador para alguns com a falta de uma campanha, mas a rendição da tradição vem com benefícios significativos e abrangentes. O blackout é a melhor experiência de battle-royale disponível hoje em dia, os zumbis oferecem uma combinação louca e personalizável, o modo multijogador mantém as coisas no terreno para quem procura o núcleo clássico."

## Ligações Externas
- Site oficial do Call of Duty (em português brasileiro)
- Call of Duty: Black Ops 4. no IMDb.